# CREB3
CREB3‏ (CAMP responsive element binding protein 3) هوَ بروتين يُشَفر بواسطة جين CREB3 في الإنسان.

## الوظيفة
يُشفِّر هذا الجين عامل نسخ ينتمي إلى عائلة بروتينات ربط الحمض النووي (DNA) المرتبطة بسحاب الليوسين. يرتبط هذا البروتين بالعنصر المستجيب لـ cAMP، وهو عبارة عن لفظ متناظر ثماني الوحدات. يتفاعل البروتين مع عامل الخلية المضيفة C1، الذي يرتبط أيضًا ببروتين فيروس الهربس البسيط (HSV) VP16 الذي يُحفِّز نسخ جينات فيروس الهربس البسيط المبكرة. يرتبط كلٌّ من هذا البروتين وVP16 بنفس الموقع على عامل الخلية المضيفة C1. يُعتقد أن التفاعل بين هذا البروتين وعامل الخلية المضيفة C1 يلعب دورًا في تحديد فترة الكمون أثناء الإصابة بفيروس الهربس البسيط. تم تحديد متغير نسخ إضافي، ولكن لم تُحدَّد صلاحيته البيولوجية بعد.

## التفاعل
لقد ثبت أن CREB3 يتفاعل مع عامل الخلية المضيفة C1.